# A’Salfo
Salif Traoré (Abidjan, 15 maart 1979), beter bekend onder zijn artiestennaam A’Salfo, is een Ivoriaans zanger. Hij is de zanger van de groep Magic System.

## Carrière
A'salfo komt uit een gezin van acht broers en zussen. Zijn vader is arbeider in een bouwbedrijf, zijn moeder huisvrouw. Van jongs af aan gaf hij de voorkeur aan muziek boven zijn studie, onder invloed van zijn oudere broer Ali, die gitarist was.
In 1997 was A'Salfo een van de oprichters van de groep Magic System, die verder bestond uit Goudé, Tino en Manadja. Na het succes van de hit Premier Gaou (300.000 singles verkocht alleen al in Frankrijk) bezocht hij de muziekacademie in Frankrijk en werd een van de tenoren van Afrikaanse artiesten met een muziekdiploma. Op 20 augustus 2012 werd hij door Irina Bokova benoemd tot goodwillambassadeur van UNESCO vanwege zijn boodschappen ten gunste van de vrede.
In 2016 en 2017 was hij jurylid in The Voice Afrique Francophone. Na zijn verhuizing naar Frankrijk in het departement Yvelines in 2000, keert A'Salfo geleidelijk terug naar Ivoorkust. Daar creëerde hij met Magic System het Anoumanbo Music Festival, FEMUA, dat Afrikaanse artiesten samenbrengt in de buurt waar hij opgroeide.
In 2023 behaalde hij een Master in Global Management aan HEC Paris.